# Condado de Coös (Nova Hampshire)
O Condado de Coös é um dos 10 condados do estado norte-americano de Nova Hampshire. A sede do condado é Lancaster, e a sua maior cidade é Berlin.
O condado tem uma área de 4 742 km², dos quais 80 km² estão cobertos por água, uma população de 33 111 habitantes, e uma densidade populacional de 7 hab/km² (segundo o censo nacional de 2000).
O condado foi fundado em 1803 e o seu nome é uma homenagem provém de uma palavra ameríndia que significa meandro, referindo-se às curvas do rio Connecticut.